# Epicadus heterogaster
Epicadus heterogaster es una especie de araña cangrejo del género Epicadus, familia Thomisidae. Fue descrita científicamente por Guérin en 1829.

## Distribución
Esta especie se encuentra en América: Costa Rica, Panamá, Colombia, Venezuela, Guyana, Ecuador, Perú, Bolivia, Brasil, Paraguay y Argentina.

## Taxonomía
Fue descrita por Guérin en 1829.
Tratamiento taxonómico
La especie aparece registrada y publicada en Iconographie du régne animal de Cuvier, ou représentation d’après nature de l’une des espèces les plus remarquables et souvent non encore figurées de chaque genre d’animaux. Paris 2: pl. 1, 2.